# Маяківська сільська рада (Окнянський район)
Маякі́вська сільська́ ра́да — колишня адміністративно-територіальна одиниця та орган місцевого самоврядування у Окнянському районі Одеської області. Адміністративний центр — село Маяки.

## Загальні відомості
- Територія ради: 85,41 км²
- Населення ради: 1 467 осіб (станом на 2001 рік)

## Населені пункти
Сільській раді підпорядковані населені пункти:
- с. Маяки
- с. Вижине
- с. Левантівка
- с. Новомихайлівка
- с. Новосеменівка

## Населення
Згідно з переписом УРСР 1989 року чисельність наявного населення села становила 1697 осіб, з яких 765 чоловіків та 932 жінки.
За переписом населення України 2001 року в селі мешкали 1463 особи.

### Мова
Розподіл населення за рідною мовою за даними перепису 2001 року:
| Мова       | Відсоток |
| ---------- | -------- |
| українська | 85,62 %  |
| молдовська | 10,63 %  |
| російська  | 3,41 %   |
| болгарська | 0,07 %   |
| вірменська | 0,07 %   |
| гагаузька  | 0,07 %   |
| німецька   | 0,07 %   |

## Склад ради
Рада складалася з 16 депутатів та голови.
- Голова ради:
- Секретар ради: Самбурська Катерина Владленівна

### Керівний склад попередніх скликань
| Прізвище, ім'я, по батькові   | Основні відомості                                            | Дата обрання | Дата звільнення |
| ----------------------------- | ------------------------------------------------------------ | ------------ | --------------- |
| Радченко Микола Володимирович | Сільський голова, 1955 року народження, член Партії регіонів | 26.03.2006   | 31.10.2010      |

Примітка: таблиця складена за даними сайту Верховної Ради України

### Депутати
За результатами місцевих виборів 2010 року депутатами ради стали:

#### За суб'єктами висування
| Суб'єкт висування            | Кількість обраних депутатів | %    |
| ---------------------------- | --------------------------- | ---- |
| Партія регіонів              | 8                           | 50   |
| Самовисування                | 4                           | 25   |
| Народна партія               | 3                           | 18,8 |
| Соціалістична партія України | 1                           | 6,3  |

#### За округами
| № округу                     | Прізвище, ім'я, по батькові       | Дата визнання обраним | Освіта             | Партійна приналежність             | Відомості про обраного депутата               |
| ---------------------------- | --------------------------------- | --------------------- | ------------------ | ---------------------------------- | --------------------------------------------- |
| Народна Партія               |                                   |                       |                    |                                    |                                               |
| 10                           | Самбурська Катерина Владленівна   | 01.11.2010            | вища               | член Народної партії               | ТОВ «Маяк», вагар                             |
| 12                           | Фроленков Віктор Сергійович       | 01.11.2010            | середня            | член Народної партії               | ТОВ «Маяк», водій                             |
| 16                           | Коваленко Микола Іванович         | 01.11.2010            | середня спеціальна | член Народної партії               | ТОВ «Маяк», сторож                            |
| Партія регіонів              |                                   |                       |                    |                                    |                                               |
| 1                            | Гушкан Анатолій Юрійович          | 01.11.2010            | середня            | член Партії регіонів               | Маяківська сільська рада, працівник соцслужби |
| 2                            | Берник Володимир Анатолійович     | 01.11.2010            | середня            | член Народної партії               | ТОВ «Маяк», водій                             |
| 5                            | Плохотнюк Наталя Миколаївна       | 01.11.2010            | середня спеціальна | член Партії регіонів               | Маяківська сільська рада, землевпорядник      |
| 6                            | Недолуженко Анатолій Анатолійович | 01.11.2010            | середня            | член Партії регіонів               | Маяківська сільська рада, зав. клубом         |
| 7                            | Мариора Микола Леонідович         | 01.11.2010            | середня спеціальна | член Партії регіонів               | приватний підприємець                         |
| 9                            | Чебанєвич Галина Миколаївна       | 01.11.2010            | вища               | член Партії регіонів               | Маяківська сільська рада, секретар            |
| 11                           | Кістол Тетяна Павлівна            | 01.11.2010            | середня            | член Партії регіонів               | ПП «Карнавал», продавець                      |
| 14                           | Барденюк Ася Аркадіївна           | 01.11.2010            | середня            | член Партії регіонів               | Маяківська загальноосвітня школа, бібліотекар |
| Соціалістична партія України |                                   |                       |                    |                                    |                                               |
| 15                           | Попова Марія Іванівна             | 01.11.2010            | середня            | член Соціалістичної партії України | пенсіонер                                     |
| Самовисування                |                                   |                       |                    |                                    |                                               |
| 3                            | Крусян Валерій Валерійович        | 01.11.2010            | середня            | позапартійний                      | СТОВ «Мрія», водій                            |
| 4                            | Гушкан Тетяна Василівна           | 01.11.2010            | середня спеціальна | позапартійна                       | СТОВ «Мрія», агроном                          |
| 8                            | Кратофіль Олена Олександрівна     | 01.11.2010            | вища               | позапартійна                       | Маяківська загальноосвітня школа, вчитель     |
| 13                           | Чудін Віктор Семенович            | 01.11.2010            | середня            | позапартійний                      | СТОВ «Мрія», механізатор                      |